# Japon aux Jeux olympiques d'hiver de 1936
Le Japon participe aux Jeux olympiques d'hiver de 1936, qui ont lieu à Garmisch-Partenkirchen en Allemagne. Représenté par 31 athlètes, ce pays prend part aux Jeux d'hiver pour la troisième fois de son histoire et ne remporte pas de médaille.

## Résultats

### Combiné nordique
- Isamo Sekiguchi, 29e
- Shinzo Yamada, 43e